# Jan-Ola Östman
Jan-Ola Östman, född 14 oktober 1951 i Korsholm, är en finlandssvensk språkvetare.
Östman avlade PhD-examen vid University of California, Berkeley 1986. Han var 1988–1998 biträdande professor i engelsk filologi vid Helsingfors universitet, 1996–1999 tillförordnad professor i allmän språkvetenskap och 1998–2002 professor i engelsk filologi. Han är sedan 2002 professor i nordiska språk vid detta lärosäte. Åren 2006–2010 verkade han som professor II i nordistik vid Universitetet i Tromsø.  
Östman är en framträdande representant för forskning i språkanvändning, speciellt pragmatik, semantik och konstruktionsgrammatik, som betonar tolkningens avhängighet av talsituationen, och grammatikens bitvisa uppbyggnad på många olika nivåer. Han har också främjat forskning i finlandssvenskt teckenspråk. Hans huvudverk är Handbook of Pragmatics (1995) med senare årliga tillägg (tillsammans med Jef Verschueren och andra), You know – a discourse-functional approach (1981), bokserien Constructional approaches to language (utgiven tillsammans med Mirjam Fried, 2004–).
Östman tilldelades av Svenska Akademien 2021: Svenska Akademiens språkforskarpris.